# Bienenkorbglocke

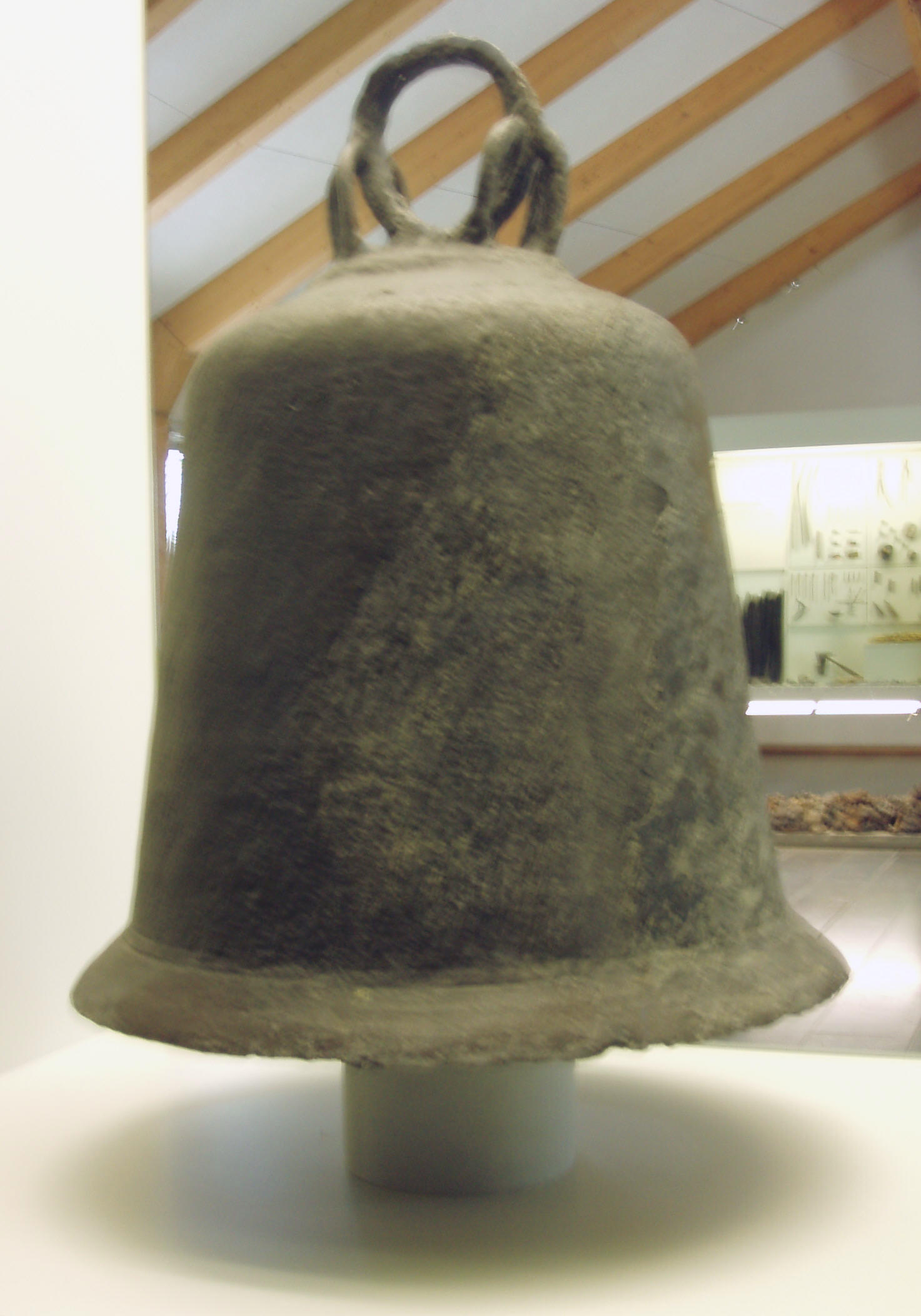
Die Glocke von Haithabu (um 950)

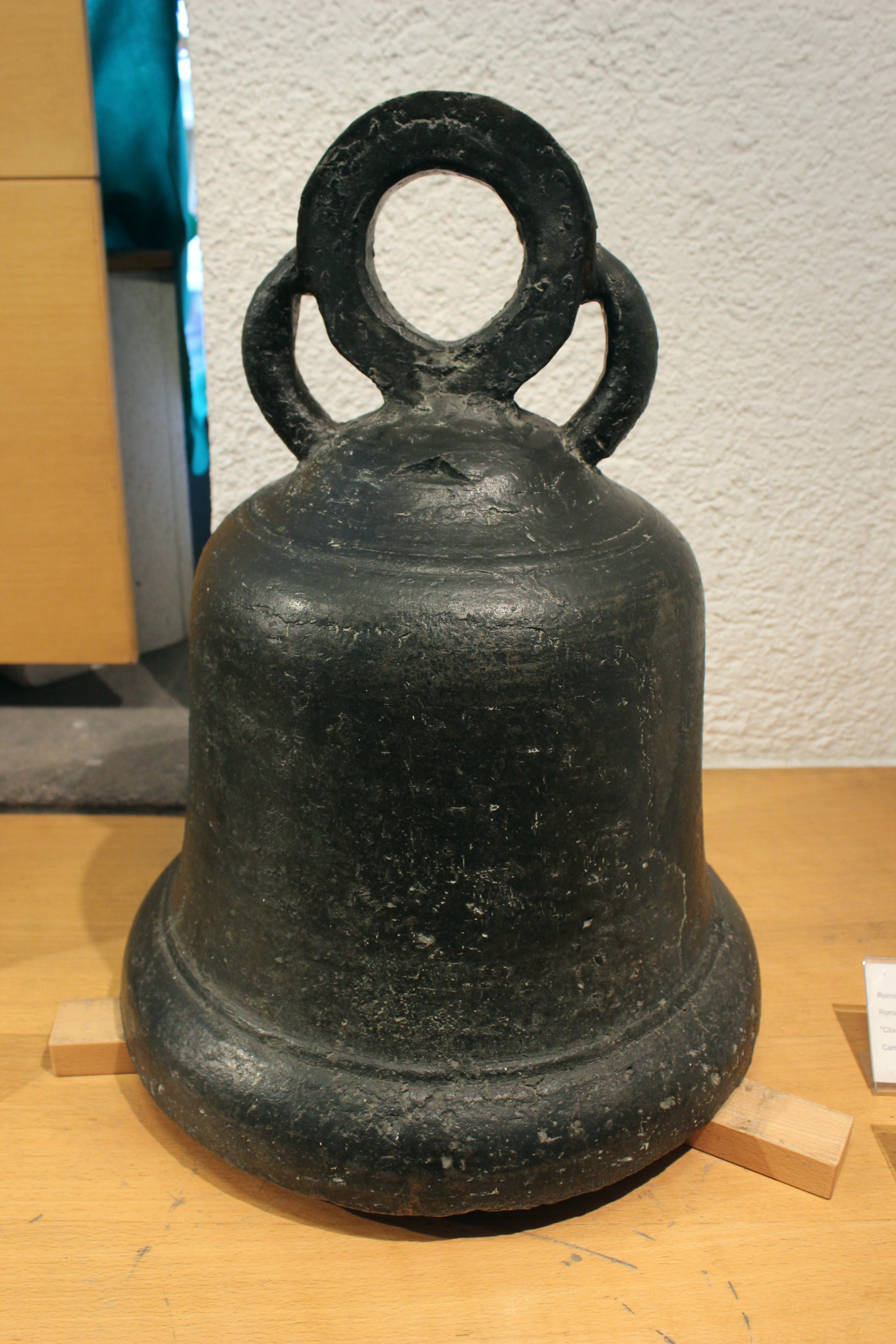
Die Glocke von Hachen (11. Jahrhundert)

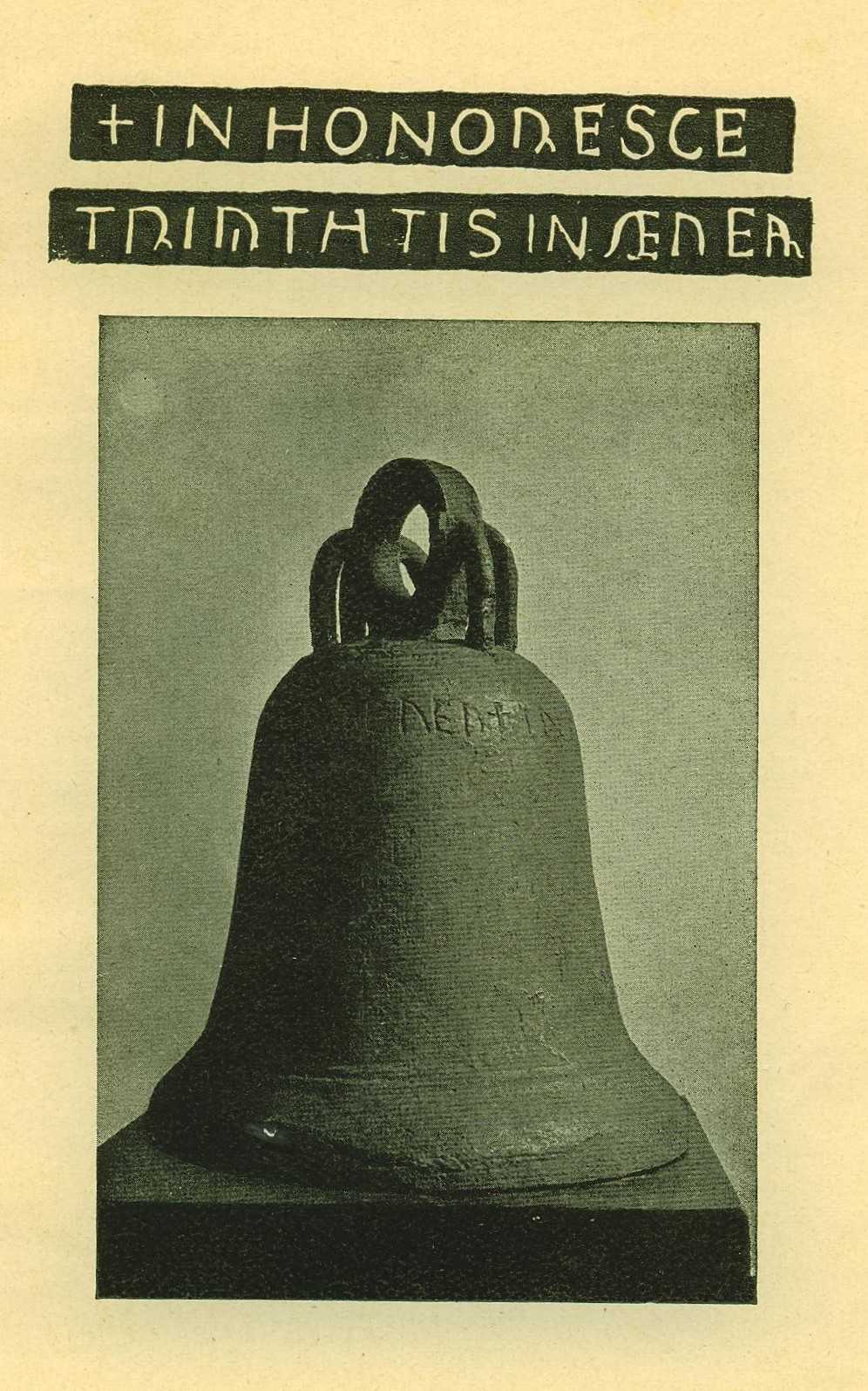
Die Walbecker Glocke (11. Jahrhundert)

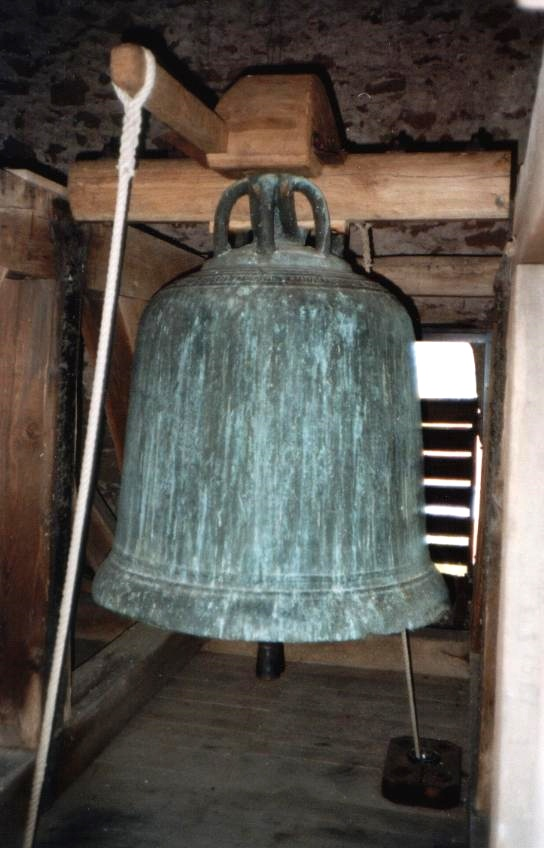
Die Lullusglocke (Mitte des 11. Jahrhunderts) in Bad Hersfeld

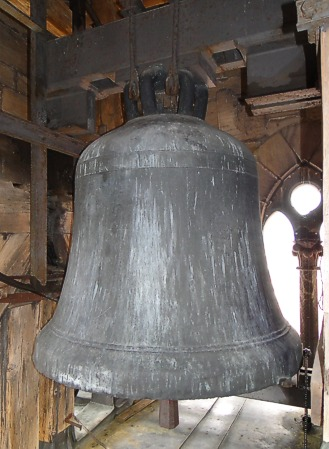
Die Kunigundenglocke (um 1185) des Bamberger Domes

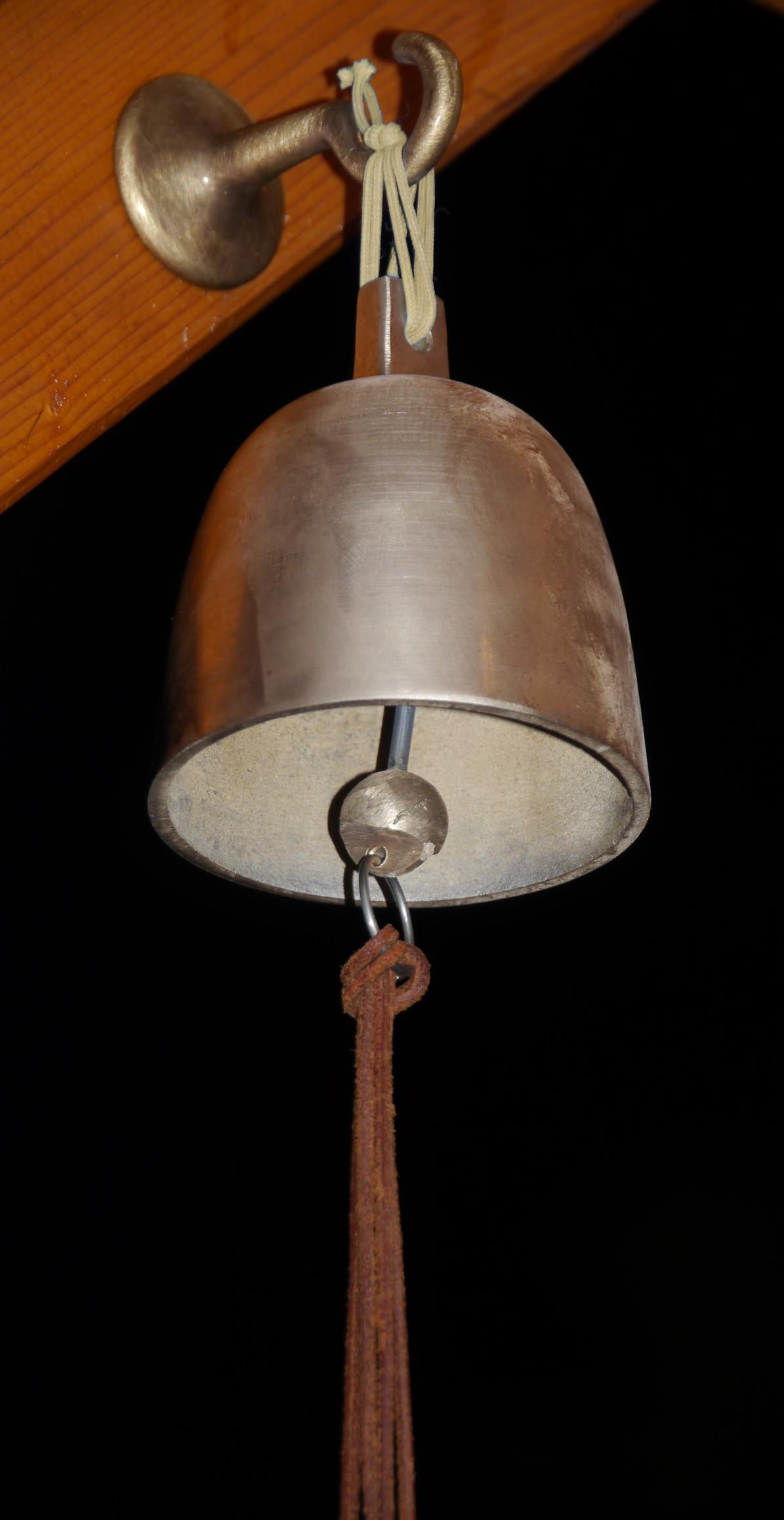
Modernes Bienenkorbglöckchen aus Bronze mit zwei dominanten Partialtönen: der Grundton liegt bei 1133 Hertz und der lautere Partialton bei 3100 Hertz im SängerformantenDatei:Bienenkorbglocke.1133.Hz.ogg

Frühe europäische Bronzeglocken werden aufgrund ihrer Form als Bienenkorb Bienenkorbglocken genannt. Je nach Provenienz werden sie gelegentlich auch als karolingische oder salische Glocken bezeichnet. Sie wurden vom 8. bis zum 12. Jahrhundert im Wachsausschmelzverfahren gegossen. In Deutschland existieren rund 20 historische Bienenkorbglocken sowie einige wenige gegossene Kopien und Rekonstruktionen. Auf den Typus der Bienenkorbglocke folgte ab der Mitte des 12. Jahrhunderts die Zuckerhutglocke.

## Herstellung
Auf einen aus Lehm geformten Kern, der mit einer Kurbel gedreht wurde, modellierte der Gießer mit Wachs die Glocke. Anschließend ummantelte man die Wachsglocke mit Lehm und erhitzte alles, so dass der Lehm fest wurde, das Wachs ausfloss und einen Hohlraum bildete. In diesen wurde die durch Erhitzen in Schachtöfen verflüssigte Bronze gegossen. Das Verflüssigen von Bronze in Tiegeln war bekannt, aber wegen der Größe der Glocken nicht praktikabel umzusetzen. Das Wachsausschmelzverfahren ist ein Verfahren mit verlorener Form.

## Form und Klang
Auf der Haube sitzt mittig eine der Befestigung der Glocke dienende Öse mit zwei bis sechs Henkeln, die zunächst nur eine stützende Funktion haben. Erst bei späteren und schwereren Glocken kommt ihnen als Krone auch eine tragende Funktion zu. Die Haube der Glocke ist nicht plan, sondern kalottenförmig gewölbt. Bei Glocken späterer Zeit, die im Mantelabhebeverfahren gefertigt wurden, ist stets ein gusstechnisch bedingter Grat zwischen Ober- und Unterplatte vorhanden. Insofern ist das Fehlen eines solchen Grates – was bei Bienenkorbglocken der Fall ist – ein wesentliches Indiz für die Herstellung im Wachsausschmelzverfahren.
Von der deutlich gerundeten Schulter verläuft die Flanke zylindrisch bis schwach kegelig geradlinig oder auch leicht geschweift zum Schlagring. Dieser ist noch nicht besonders stark und springt meist markant nach außen vor. Der Halsdurchmesser ist groß im Verhältnis zum Schärfendurchmesser. Bienenkorbglocken sind in der Regel dünnwandig, und ihre Wandstärke ist überall gleich. Die Rippe ist sehr leicht oder leicht. Bei späten Glocken sind Wandung und Schlagring etwas stärker.
Um 1150 begann sich allmählich die Gestalt der Glocken von der Bienenkorb- zur Zuckerhutform zu ändern. Glocken dieses Übergangsstadiums weisen einen etwas geringeren Halsdurchmesser und eine stärkere Schweifung auf. Ihre Form wird Übergangsform genannt.
Für die Zuordnung einer Glocke zur Bienenkorb-. Übergangs- oder Zuckerhutform ist das Gießverfahren (Wachsausschmelz- oder Mantelabhebeverfahren) von untergeordneter Bedeutung, wesentlich sind vielmehr die geometrischen Proportionen. Das Verhältnis Höhe zu Schärfendurchmesser ist bei Bienenkorbglocken geringer als bei Zuckerhutglocken, das Verhältnis Halsdurchmesser zu Schärfendurchmesser ist bei Bienenkorbglocken größer als bei Zuckerhutglocken.
Tonhöhe und Innenharmonie der Bienenkorbglocken sind nicht vom Gießer gezielt herbeigeführt, sondern reine Zufallsprodukte. Weil die Frequenzen der Teiltöne oft nicht in einem geeigneten Verhältnis zueinander stehen, das eine Residualtonbildung ermöglichen würde, ist ein Schlagton meist entweder nicht vorhanden, oder seine Lage ist unklar.

## Theophilusglocken
Der Benediktinermönch Theophilus beschrieb um 1125 in seinem Werk Schedula diversarum artium unter anderem auch die Herstellung von Glocken. Daher nennt man Glocken, die seinen Anweisungen entsprechend gefertigt wurden, Theophilusglocken. Weil Theophilus den Glockenguss nicht erfunden hat, sondern die übliche Praxis seiner Zeit beschrieb, können Theophilusglocken zeitlich auch vor Theophilus’ Schedula gegossen worden sein.
Besonderes Kennzeichen einer Theophilusglocke sind dreieckige Löcher in der Haube der Glocke. Diese als Foramina (Singular: Foramen) bezeichneten Schalllöcher sollten den Klang der Glocke verbessern.

„[...] quatuorque foramina triangula iuxta collum ut melius tinniat formabis.“

Bei späten Theophilusglocken sind die dreieckigen Foramina nicht mehr als Löcher ausgeführt, sondern nur noch als Vertiefungen angedeutet, vermutlich, weil man beobachtet hatte, dass die Öffnungen keinen Einfluss auf den Klang haben.

## Bienenkorbglocken (Auswahl)
- Die Vatikanischen Museen beherbergen eine Glocke des 9. Jahrhunderts aus Canino. Ihr Durchmesser beträgt 390 mm.
- Bronzeglocke in Bojná (Slowakei) aus dem 8. oder 9. Jahrhundert.
- Die Karolingerglocke im Glockenmuseum der Stiftskirche in Herrenberg wurde mit Hilfe von Fundstücken des 9. Jahrhunderts aus Vreden rekonstruiert.[3]
- Beim Dorf Csolnok unweit von Esztergom wurde 1966 eine Glocke aus dem 10. Jahrhundert gefunden. Sie befindet sich heute im Museum in Esztergom. Ihre Masse beträgt 16 kg, ihr Durchmesser 360 mm.
- Die Glocke von Haithabu (um 950) ist die älteste vollständig erhaltene Läuteglocke nördlich der Alpen. Sie wurde 1978 entdeckt und befindet sich heute im Wikinger Museum Haithabu. Eine Kopie der Glocke ist vor dem Museumsgebäude installiert, eine weitere Kopie befindet sich im Glockenmuseum in Herrenberg und wiegt 29 kg.[4]
- Die Walbecker Glocke (Datierung umstritten, 11. oder 12. Jahrhundert) stammt aus der Stiftskirche Walbeck und befindet sich heute in der Skulpturensammlung des Bode-Museums[5] in Berlin. Ihr Durchmesser beträgt 50 cm, sie wiegt ca. 100 kg.
- Die Lullusglocke (um 1040) hängt im Katharinenturm der Stiftsruine in Bad Hersfeld. Sie wiegt rund 1000 kg und hat einen Durchmesser von 1120 mm. Ihr Schlagton liegt bei h0/c1.
- Die ursprünglich aus der Burgkapelle in Hachen stammende Bienenkorbglocke (11. Jahrhundert) hing bis 1938 in der dortigen Marienkirche und befindet sich heute im Glockenmuseum Grassmayr in Innsbruck. Seit 2006 hängt in der Hachener Marienkirche eine Kopie der Glocke.
- Eine Glocke in Übergangsform (um 1200) der Kirche St. Laurentius in Mintard zählt mit ihren rund 900 kg zu den großen erhaltenen romanischen Glocken. Ihr Durchmesser beträgt 1074 mm, ihr Schlagton ist g1.
- Der Merseburger Dom beherbergt außer einer 113 kg schweren Bienenkorbglocke (frühes 12. Jahrhundert) mit 472 mm Durchmesser eine um 1180 gegossene Glocke in später Bienenkorbform mit kräftigem Schlagring, die den Namen Clinsa trägt. Sie wiegt 1960 kg und hat einen Durchmesser von 1312 mm. Ihr Schlagton ist f1.
- Die Bienenkorbglocke (Anfang des 12. Jahrhunderts) aus der Kirche in Aschara ist die älteste Glocke Thüringens und hängt im Glockenmuseum in Apolda. Sie hat den Ton es2 und wiegt rund 200 kg. Eine Kopie der Ascharaglocke befindet sich im Glockenmuseum Herrenberg.[6]
- In der Pfarrkirche St. Jakobus in Thurndorf hängt eine Bienenkorbglocke (12. Jahrhundert) mit 36 cm Durchmesser. Sie ist der Aschara-Glocke ähnlich.
- In der Drohndorfer St.-Marien-Kirche hängt eine ca. 100 kg schwere Bienenkorbglocke aus der ersten Hälfte des 12. Jahrhunderts. Ihr Durchmesser beträgt 517 mm, der Schlagton liegt bei h2.
- In der Pfarrkirche in Iggensbach befindet sich eine Bienenkorbglocke aus dem Jahr 1144. Sie wurde im Mantelabhebeverfahren hergestellt und trägt eine erhabene Inschrift. Sie wiegt 25 kg und hat den Schlagton fis2.
- In Lutter am Barenberge hängt in der Kirche St. Georg eine Bienenkorbglocke, genannt Ribernus-Glocke, aus der Mitte des 12. Jahrhunderts. Sie wiegt 39 kg und hat den Schlagton as2.
- Zum Geläut des Bardowicker Domes gehört ein Paar von Bienenkorbglocken aus der zweiten Hälfte des 12. Jahrhunderts. Die größere hat 68 cm Durchmesser und eine Masse von 234 kg, die kleinere mit 57 cm Durchmesser wiegt 159 kg. Die Schlagtöne liegen bei fis2 und a2.
- Die Bienenkorbglocke (12. Jahrhundert) der Wallfahrtskirche Maria Zell in Boll ist vermutlich die älteste Glocke im Raum Baden-Hohenzollern. Sie wiegt rund 110 kg und hat den Schlagton fis2.
- Im Grafschaftsmuseum in Wertheim wird eine Bienenkorbglocke aus der evangelischen Kirche in Bettingen verwahrt. Ihr Schlagton ist g2.
- In der Kirche Mariae Virginis zu Rieder hängt eine Bienenkorbglocke aus dem 12. Jahrhundert.
- Die Kunigundenglocke (um 1185) im Bamberger Dom ist mit ca. 3450 kg die schwerste Bienenkorbglocke Deutschlands.
- Die Dodelinusglocke im Bremer Focke-Museum stammt (vermutlich nicht ursprünglich) von dem Gut Auburg im Landkreis Diepholz, ihre Inschrift nennt einen Dodelinus als Auftraggeber. (12. Jahrhundert, 28,5 kg, Dm. 34 cm, H. 42 cm).[7]
- Das Lumpenglöckchen der Mainzer Kirche St. Quintin (um 1250) erklingt täglich zum Angelus. Es hat die Schlagtöne c3 und cis3 und wiegt 115 kg.